# Дильман, Виктор Васильевич
Виктор Васильевич Дильман (род. 11 марта 1926) — советский и российский учёный, доктор химических наук, профессор.

## Биография
Изучал криогенную технику в Московском химико-технологическом институте, который окончил в 1947. Получил степени кандидата химических наук во Всесоюзном научно-исследовательском институте кислородной техники в 1953 и доктора химических наук в Институте азотной промышленности и продуктов органического синтеза в 1968. С 1965 до 1968 заведующий лабораторией синтеза аммиака Института азотной промышленности и продуктов органического синтеза, с 1988 ведущий научный сотрудник Института общей и неорганической химии имени Н. С. Курнакова, профессор Московского физико-технического института с 1981, старший научный сотрудник с 2005 в USPolyResearch.

## Основные научные достижения
Наиболее известен своими работами в области химической инженерии и гидродинамики, включая приближенные методы решения нелинейных дифференциальных уравнений переноса массы, тепла и импульса; исследовал на математических моделях процессы в химических реакторах и каталитические явления. Изучал дистилляцию; перенос тепла, массы и импульса в турбулентном потоке; гидродинамику зернистых слоев; поверхностную конвекцию (неустойчивость Марангони), поглощение и молекулярную конвекцию. Разработал несколько приближённых методов решения сложных задач переноса массы, тепла и импульса; предложил волновую модель для описания продольной дисперсии в турбулентном потоке; определил условия, при которых эффект Марангони показал, что диффузионный режим испарения при нестационарном испарении жидкости в газ может потерять свою устойчивость, если молекулярная масса испаряющейся жидкости меньше, чем у газа, контактирующего с этой жидкостью.

## Публикации
Общее количество опубликованных статей и книг составляет более 300.
- Дильман В. В., Полянин А. Д. Методы модельных уравнений и аналогий в химической технологии. М.: «Химия», 1988.[11]